# 澳洲短頸龜
澳洲短頸龜（Pseudemydura umbrina）是一種短頸的淡水龜，是擬澳龜屬下的唯一種。

## 歷史
澳洲短頸龜最初的標本是由Ludwig Preiss於1839年所採集及送到維也納博物館。這個標本被標籤為「新荷蘭」，並由Seibenrock於1901年描述及命名為Pseudemydura umbrina。1953年前再沒有發現牠們的標本。.

## 特徵
澳洲短頸龜長15.5厘米及重550克。雌龜龜殼長13.5厘米，重410克。幼龜的龜殼長2.4-2.9厘米及重3.2-6.6克。牠們是澳洲最細小的蛇頸龜科。
澳洲短頸龜的顏色會隨著年齡增長及所棲息的環境而有所不同。幼龜一般背面呈灰色，底部呈奶白色及黑色。成年的顏色介乎泥沼澤的黃褐色至沙質沼澤的差不多全黑色。胸甲顏色亦有不同，由黃色至褐色不等，有時甚至是黑色的。盾板邊緣黑色，內中黃色，有黑色斑點。牠們的腳短，有像鱗片的盾板覆蓋，趾上有爪。牠們的頸短，有起角的小結。頭頂只有一大片盾板。

## 分佈
澳洲短頸龜分佈在西澳州零散的平原，介乎珀斯機場至布爾斯布魯克近皇家澳大利亞空軍基地的地方。大部份地區都已被清除作城市或農業用途。
澳洲短頸龜被世界自然保護聯盟列為極危。